# Senne Wyns
Pour les articles homonymes, voir Wyns (homonymie).
Senne Wyns, né le 25 octobre 1988, est un judoka belge qui évolue dans la catégorie des moins de 60 kg (super-légers). Il est affilié à la Judoschool Reet à Rumst dans la province d'Anvers.

## Palmarès
Senne Wyns a participé à plusieurs grands tournois internationaux. Il remporte sa première médaille en tournoi World Cup au tournoi de Port-Louis en novembre 2014 où il atteint la finale mais est battu par l'Équatorien Lenin Preciado.
- Médaille d'argent au tournoi continental de Port-Louis 2014.
- Médaille de bronze au tournoi continental de Santiago 2015.
- Médaille d'or au tournoi continental de Santiago 2016.

Il a été quatre fois champion de Belgique.
| Chpt de Belgique | Chpt de Belgique | 2009 | 2010 | 2011 | 2012 | 2013 | 2014 |
| ---------------- | ---------------- | ---- | ---- | ---- | ---- | ---- | ---- |
| super-légers     | -60 kg           | 3e   | 1er  | 1er  | 1er  | 1er  |      |
| mi-légers        | -66 kg           |      |      |      |      |      | 2e   |